# Butterfly Doors
Butterfly Doors è un singolo del rapper statunitense Lil Pump, pubblicato il 4 gennaio 2019.

## Tracce
1. Butterfly Doors – 2:12